# Z-Ro
Joseph Wayne McVey, beter bekend onder zijn alias Z-Ro (Houston (Texas), 6 juni 1976) is een Amerikaanse rapper, vooral bekend door zijn snelle en flexibele rapstyle, goed te vergelijken met Flesh-N-Bone van de groep Bone Thugs-N-Harmony. Samen met zijn neven Trae en Dougie D vormt hij de groeperingen Assholes By Nature/Slow Loud And Bangin'/Guerilla Maab.

## Discografie
Albums
- 1998: Look What You Did to Me
- 2000: Z-Ro vs. the World
- 2001: King of da Ghetto
- 2002: Screwed Up Click Representa
- 2002: Z-Ro
- 2002: Life
- 2004: Z-Ro Tolerance
- 2004: The Life of Joseph W. McVey
- 2005: Let the Truth Be Told
- 2005: Kings of the South (met Lil' Flip)
- 2006: I'm Still Livin'
- 2007: Power
- 2007: Kings of the South Vol. 2 (met Lil' Flip)
- 2008: Crack
- 2009: Cocaine
- 2010: Heroin
- 2011: Meth
- 2016: Legendary

Singles
- 2000: "City of Syrup" (met Big Moe & Tyte Eyez)
- 2001: "I Hate You Bitch"
- 2004: "Nolia Clap" [Remix] (met U.T.P., Bun B, Haze, Slim Thug, T.I. & Hot Wright)
- 2005: "I'sa Playa" (met Guerilla Maab)
- 2005: "From The South" (met Paul Wall & Lil' Flip)
- 2005: "Draped Up [Remix]" (met Bun B, Lil' Keke, Slim Thug, Chamillionaire, Paul Wall, Mike Jones, Aztek, & Lil' Flip)
- 2005: "Beware" (met Paul Wall, Trae & Bun ])
- 2006: "Get Throwed" (met Bun B, Pimp C, Young Jeezy & Jay-Z)
- 2006: "No Help" (met Trae)
- 2006: "M-16" (met Trae & P.O.P.)
- 2007: "Won't Let You Down (Texas Takeover Remix)" (met Chamillionaire, Slim Thug, Lil' Keke, Mike Jones, Trae, Paul Wall, Bun B & Pimp C)

- International Standard Name Identifier: 0000 0000 6284 6918
- Library of Congress Control Number: no2009099160
- MusicBrainz: 36cf5c5e-14fb-42c0-a232-56bd449a81df
- Virtual International Authority File: 90586820
- WorldCat: E39PBJvmQtjYJbTbTBfK4Byjmd